# Eden Ben Zaken
Eden Ben Zaken (en hebreo: עדן בן זקן‎) (Jerusalén, 8 de junio de 1994) es una cantante israelí, quién obtuvo reconocimiento a raíz de su participación en la primera edición del espectáculo de televisión Factor X Israel en el que finalizó en segunda posición.
Ha obtenido numerosos éxitos desde su primer álbum, "מלכת השושנים" (Malkat Hashoshanim, significando "Reina de las Rosas"). El álbum recibió una certificación de oro después de vender más de 15,000 copias. Ben Zaken ganó el premio al "Cantante del año" en 2015, otorgado por varias estaciones radiofónicas israelíes, el canal de televisión 24 y la popular web israelí Mako. Alcanzó de nuevo el título otra vez en 2016 y 2017. En 2017, Ben Zaken ganó de nuevo el premio al "Cantante del año", de la estación radiofónica pública 'Kan Gimel', y el de "Mujer del año" otorgado por Galgalatz. La cantante fue nominada como "Mejor Artista Israelí" por la MTV Europe Music Awards en el año 2015.

## Biografía
Ben Zaken nació en Jerusalén, hija de Maya (profesora) y Shai (teniente coronel de la IDF), y con tan sólo un año se mudó junto a su familia a Kiryat Shmona.
Cuando era pequeña, Eden se ausentaba a menudo de clase por lo que en 2008, con 14 años, fue enviada a un colegio privado. En undécimo grado la joven regresó a casa y empezó a acudir a un instituto privado. En 2013, tras su participación en Factor X Israel se trasladó a Ramat Gan. En julio de 2014, Eden Ben Zaken se unió al ejército para realizar el servicio obligatorio de dos años.

### 2013-2014: participación enFactor X
Con tan solo 17 años, Ben Zaken participó en las audiciones para la novena edición de "Kohav Nolad", pero no pasó a la siguiente fase. En 2013, con 18 años, Eden se presentó a las audiciones de Factor X Israel, en las cual pasó las audiciones, y su actuación se convirtió en viral. Formó parte del equipo de Rami Fortis, llegando hasta la final y quedando en segunda posición tras Rose Fostanes.
Tras su paso por X Factor, Eden Ben Zaken comenzó a trabajar en su primer álbum. En mayo de 2014, colaboró con la banda Ethnix en la canción "מקסיקאנה" (Mexicana).

### 2015: álbum de debut: מלכת השושנים (Reina de las rosas).
Su primer sencillo, "מנגינה" ("Mangina", significando "Tonada"), se publicó en enero de 2015, un año después del fin de la primera edición de Factor X. El sencillo tuvo un gran éxito y una buena recepción, colocándose en 6º posición dentro del top semanal y acabando en la decimotercera posición dentro de los éxitos anuales.
Su segundo sencillo, "מלכת השושנים" (Malkat Hashoshanim, significando "Reina de las Rosas") se publicó en mayo del mismo año, convirtiéndose en un éxito inminente. La canción tuvo 29 millones de visitas en Youtube. En agosto se publicó el tercer sencillo, "שיכורים מאהבה" (Shikorim me-ahava, significa "Bebida de amor") con un importante éxito.
El álbum de debut de Eden Ben Zaken, "מלכת השושנים" (Malkat Hashoshanim), se publicó en septiembre de 2015, y recibió mayoritariamente críticas buenas, alabando su voz e incluso comparandola con Sarit Hadad. Varias canciones incluidas en el álbum tuvieron especial éxito, destacando "פיסה מזכרוני" (Pisa mezehroni). En diciembre de ese mismo año, el álbum recibió una certificación de oro, después de vender 15,000 copias y doble-platino después de lograr 50,000 descargas digitales. Durante este año, Eden Ben Zaken fue nominada como "Mejor Artista Israelí" por la MTV Europe Music Awards en el año 2015.

### 2016: segundo álbum: תאמין לי (Créeme).
El primer sencillo del álbum, "תאמין לי" (Ta'amin li, el significado "Créeme"), fue lanzado el 12 de marzo de 2016, logrando el tercer puesto en el lista semanal de los mayores éxitos de Israel.
En junio de 2016, Ben Zaken colaboró con el cantante israelí Peer Tasi con la canción "כל העיר שלנו" (Kol Ha'ir Shelanu, significando "Toda la ciudad es nuestra"), convirtiéndose en el segundo single del nuevo álbum. La canción no obtuvo críticas demasiado positivas a pesar de su éxito en Youtube, donde cosechó más de 15 millones de visitas.
El tercer sencillo se tituló "תזיזו" (Tazizu) y fue publicado durante el mes de agosto. La canción se convirtió en uno de los mayores éxitos de la cantante hasta el momento, logrando el puesto 33º en la lista de éxitos anuales de Galgatz.
Su segundo álbum "תאמין לי" (Taamin li) se publicó en septiembre de 2016, justo un año después de su primer trabajo. El álbum recibió críticas positivas, alabando a Eden Ben Zaken por la madurez que había alcanzado su música y por desarrollar un estilo único donde combinaba la música oriental con estilos como el soul. Las canciones "כשאתפרק" (Kshe'etparek) y "אין לי אותך" (Ein li otcha), "ג'נטלמן" (Gentleman) y "בחור מזהב" (Bahur mizahav) se convirtieron en auténticos éxitos sobre todo entre los seguidores de la música mizrají. Otro de los éxitos del álbum fue "אף אחד" (Af echad), el cual logró la primera posición en el top semanal de Gagalatz, y la octava posición en el top anual de la misma radio La quinta canción del álbum, "הייתי חוזרת" (Haití hozeret, significando " volvería"), que fue publicada en noviembre de 2016 contó con buenas críticas entre los expertos debido a la originalidad a la hora de mezclar varios estilos musicales. El álbum recibió una certificación de platino después de vender 40,000 copias en menos de dos meses.

### 2017: tercer álbum: לזאת שניצחה (Para el que ha ganado).
El primer sencillo, "לזאת שניצחה" (Lezot shenitzha) que daba nombre al álbum fue lanzado en el mes de febrero, convirtiéndose en un éxito en las listas musicales del país.
Eden Ben Zaken actuó en el anfiteatro de Cesarea, antes 3.500 personas en tres shows, durante el mes de mayo, julio y septiembre.
Su segundo sencillo, "רציתי" (Ratziti, significando " quise"), se publicó el 13 de junio de 2017, alcanzando un importante éxito, y consiguiendo mezclar estilos tan diversos como el country y la música tradicional israelí.
El tercer sencillo se tituló "כולם באילת" (Kulam B'Eilat), siendo publicado a mitad del mes de agosto junto a un videoclip grabado en la ciudad de Eilat, al sur de Israel.
Además, Eden Ben Zaken fue elegida como jueza en la tercera edición del programa Factor X Israel, de donde ella salió, siendo sustituta de Shiri Maimon, que abandonó el programa por un periodo debido a su maternidad.
Su tercer álbum, "לזאת שניצחה" (Lezot shenitzcha) se publicó el  6 de septiembre de 2017. En el año 2017, Eden Ben Zaken recibió el premio a "Cantante del Año" y a "Mujer del año". Además cinco de sus canciones publicadas en este álbum consiguieron entrar en la lista de mayores éxitos en Israel, dos de ellos en la parte superior de la tabla.

### 2018-presente: nuevos sencillos y preparación de su cuarto álbum
El 28 de enero de 2018, Eden publicó el primer sencillo que sirve como adelanto de su cuarto álbum de estudio. El tema llamado "תל אביב בלילה" (Tel Aviv BaLayla), sigue la estela de anteriores canciones incorporando un sonido muy soul.

## Vida privada
Eden Ben Zaken está comprometida desde febrero de 2017 con Shuki Biton, momento al cual dedicó un tema llamado "Meoreset".
Su estilo musical combina la música oriental con otras como la música soul, la música pop o el R&B. Los artistas que han influido en su música son, según sus palabras, Eyal Golan, Sarit Hadad, Amir Benayoun, Christina Aguilera o Beyonce.

## Discografía
2015: מלכת השושנים (Reina de las rosas).
2016: תאמין לי (Créeme).
2017: לזאת שניצחה (Para esa que ha ganado).
2019: חיים שלי (Mi vida).
2021: מועבט (Moabet).
2022: עם או בלי לאהוב (Con o sin amar).
2023: 7.
2024: דם שלי (Mi sangre).

## Premios y nominaciones
- En el ranking anual israelí (del año 5775 en el calendario hebreo - 2014\2015) de Canal 24 y Haifa radio, radio de Tel Aviv, radio Del sur y 99.5 su canción "מנגינה" logró el 13º puesto y la canción "מלכת השושנים" logró la sexta posición. Al año siguiente ganó otra vez el premio "cantante del año", y la canción "תאמין לי" logró el cuarto puesto en el ranking de mayores éxitos.[25]
- El primer videoclip de la artista consiguió 20 millones de visualizaciones en Youtube.
- Nominación a "Mejor artista Europea del año" por la MTV.
- Su primer álbum, "מלכת השושנים", recibió una certificación de oro después de vender 15,000 copias y disco de platino doble por las 50,000 descargas digitales.
- '"El israelí más influyente de 22 años", en 2016.[26][27]
- "Cantante del año" en 2017.
- "Mujer del año" por Galgalatz.[28]
- "Cantante del año", según la estación radiofónica pública 'Kan Gimel'.